# سمفونی شماره ۲ (شوبرت)

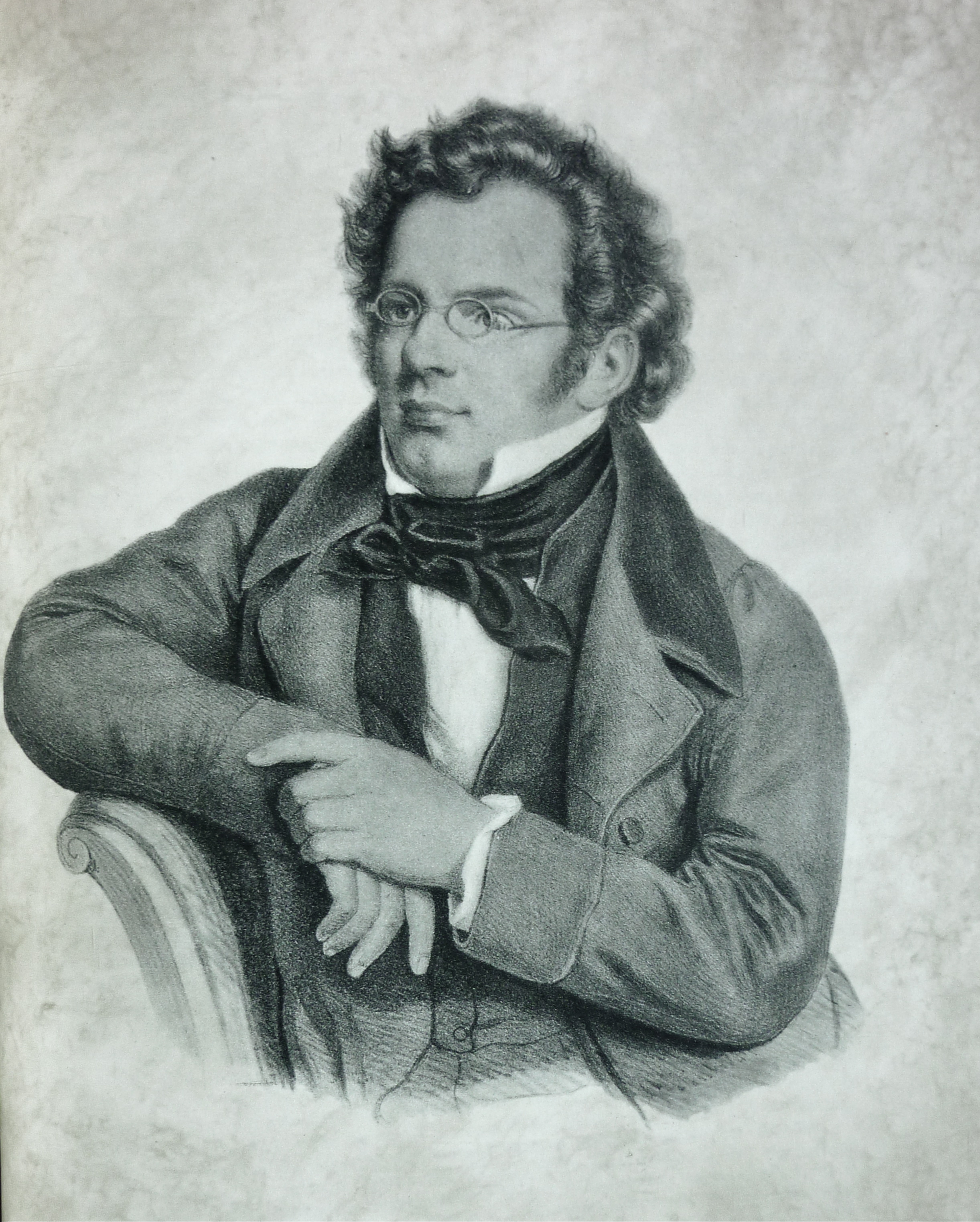
عکس از فرانتس شوبرت

سمفونی شماره ۲ در گام سی بِمُل ماژور، دی ۱۲۵، دومین سمفونی فرانتس شوبرت، آهنگساز کلاسیک/ رمانتیک اتریشی است که آن را بین سال‌های ۱۸۱۴ و ۱۸۱۵، یک یا دو سال بعد از سمفونی اول و زمانی که ۱۷ یا ۱۸ سال داشت، تکمیل کرد.
تِم آغازین (گشایشِ) موومان نخست (آلگرو ویواچه)، کاملاً تحت تأثیرِ تِم گشایشِ اوورتورِ «آفریدگان پرومتئوس»، اثر لودویگ فان بتهوون است.

## سازبندی
آهنگساز، این سمفونی را برای دو فلوت، دو ابوا، دو کلارینت، دو فاگوت، دو کُر (هورن)، دو ترومپت، تیمپانی، و سازهای زهی نوشته‌است.

## موومان‌ها
موومان‌های سمفونی ۲ شوبرت عبارت‌اند از:
1. لارگو ـ آلگرو ویواچه
2. آندانته (می بِمُل ماژور)
3. منوئه: آلگرو ویواچه (دو مینور) ـ تریو (می بِمُل ماژور)
4. پرِستو

یک اجرای استاندارد از این سمفونی حدود ۳۱ دقیقه به طول می‌انجامد.
نت‌های آغازینِ موومان اولِ سمفونی: